# Turlough
Turlough (iriska: Turlach) är en ort i republiken Irland.   Den ligger i grevskapet Maigh Eo och provinsen Connacht, i den nordvästra delen av landet, 200 km väster om huvudstaden Dublin. Turlough ligger 24 meter över havet och antalet invånare är 272.
Terrängen runt Turlough är platt åt sydost, men åt nordväst är den kuperad.Runt Turlough är det ganska glesbefolkat, med 27 invånare per kvadratkilometer. Närmaste större samhälle är Castlebar, 6,6 km sydväst om Turlough. Trakten runt Turlough består i huvudsak av gräsmarker.